# Andrej Meszároš
Andrej Meszároš (* 13. Oktober 1985 in Považská Bystrica, Tschechoslowakei) ist ein ehemaliger slowakischer Eishockeyspieler, der mit der slowakischen Nationalmannschaft an drei Olympischen Winterspielen und vier Weltmeisterschaften teilnahm.

## Karriere
Andrej Meszároš begann seine Karriere beim slowakischen Club HC Dukla Trenčín in der slowakischen Extraliga, mit dem er in der Saison 2003/04 Slowakischer Meister wurde, bevor er beim NHL Entry Draft 2004 als 23. Spieler in der ersten Runde von den Senators ausgewählt (gedraftet) wurde.

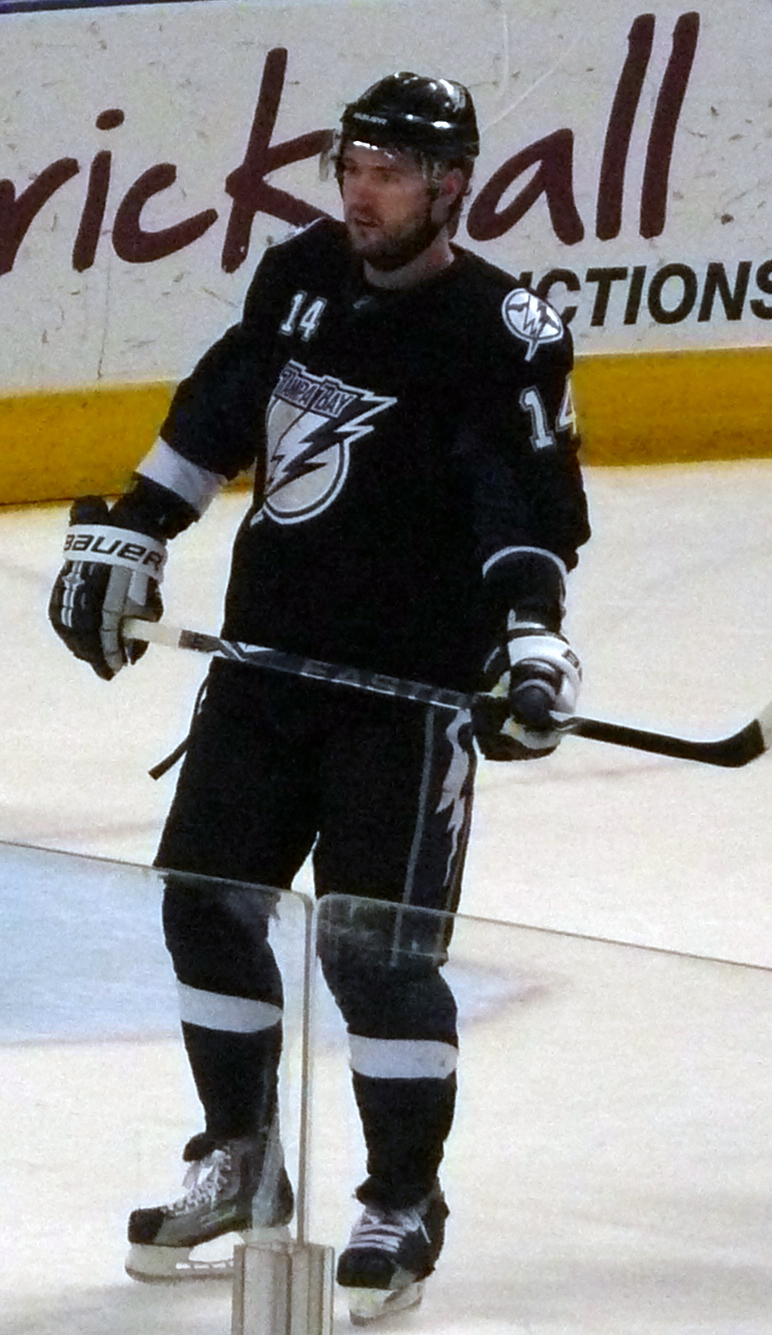
Andrej Meszároš im Trikot der Tampa Bay Lightning (2010)

Aufgrund des Lockouts in der Saison 2004/05 konnte Andrej Meszároš keine NHL-Erfahrung sammeln und so spielte er bei den Vancouver Giants, die ihn beim CHL Import Draft 2004 in der ersten Runde als insgesamt 16. Akteur ausgewählt hatten, in der Western Hockey League. Ein Jahr später bestritt er dann seine ersten Spiele für die Senators und gehörte aufgrund starker Defensivleistungen sowie perfekter Puckbeherrschung schon bald zum Stammpersonal in Ottawa. Als zweitbester Rookieverteidiger der Saison 2005/06 wurde der Linksschütze zudem ins NHL All-Rookie Team gewählt. Des Weiteren wurde Meszároš für das im Rahmenprogramm des NHL All-Star Game 2007 stattfindende „YoungStars-Game“ nominiert und lief dort in der Startformation des Teams der Eastern Conference auf.
Im Sommer 2008 brachte ihn ein Transfergeschäft zu den Tampa Bay Lightning, die im Gegenzug Filip Kuba und Alexandre Picard an Ottawa abgaben. Am 1. Juli 2010 wurde er an die Philadelphia Flyers abgegeben, im Austausch erhielten die Lightning ein Zweitrundenwahlrecht für den NHL Entry Draft 2012.
Am 5. März 2014, kurz vor der Trade Deadline, tauschten ihn die Flyers gegen ein Drittrunden-Wahlrecht der Boston Bruins. Bei seinem Debüt für die Bruins vier Tage später erzielte er einen Powerplay-Treffer gegen die Florida Panthers. Nach der Saison wechselte er zu den Buffalo Sabres, bei denen er einen Einjahresvertrag unterzeichnete, der in der Folge nicht verlängert wurde. Im Anschluss verließ der Slowake Nordamerika nach über zehn Jahren und schloss sich dem HK Sibir Nowosibirsk aus der Kontinentalen Hockey-Liga an, wo er einen Einjahresvertrag unterzeichnete. In 37 KHL-Partien für Sibir erzielte er 7 Tore und 4 Assists. 2016 kehrte er in die Slowakei zurück und spielte dort für den HC Slovan Bratislava zunächst drei weitere Jahre in der KHL, bevor er von 2019 bis 2021 mit dem Klub in der Extraliga auf dem Eis stand. Anschließend ließ er seine Karriere beim HC Dukla Trenčín ausklingen, wo er bis 2022 aber nur noch zu zwei Einsätzen kam.

### International
Im Juniorenbereich spielte Meszároš für die Slowakei bei den U18-Weltmeisterschaften 2002 und 2003, als die Silbermedaille gewonnen wurde, sowie den U20-Titelkämpfen 2004 und 2005.
Für die slowakische Eishockeynationalmannschaft nahm Andrej Meszároš an den Weltmeisterschaften 2004, 2006, 2015 und 2016 sowie an den Olympischen Winterspielen in Turin 2006, als er hinter dem Russen Jewgeni Malkin der zweitjüngste Teilnehmer des olympischen Eishockeyturniers war, in Vancouver 2010 und in Sotschi 2014 teil.

## Erfolge und Auszeichnungen
- 2003 Silbermedaille bei der U18-Junioren-Weltmeisterschaft
- 2004 Slowakischer Meister mit dem HC Dukla Trenčín
- 2004 Extraliga All-Star Team
- 2005 WHL West Second All-Star Team
- 2006 NHL All-Rookie Team
- 2007 Teilnahme am NHL YoungStars Game

## Karrierestatistik
Stand: Ende der Saison 2021/22
(Legende zur Spielerstatistik: Sp oder GP = absolvierte Spiele; T oder G = erzielte Tore; V oder A = erzielte Assists; Pkt oder Pts = erzielte Scorerpunkte; SM oder PIM = erhaltene Strafminuten; +/− = Plus/Minus-Bilanz; PP = erzielte Überzahltore; SH = erzielte Unterzahltore; GW = erzielte Siegtore; 1 Play-downs/Relegation; Kursiv: Statistik nicht vollständig)